# Christoffer Aagaard Melson
Christoffer Aagaard Melson, né le 16 août 1984 à Vejle (Danemark), est un homme politique danois, membre du parti Venstre. Il est député au Folketing depuis 2019.

## Biographie
Christoffer Aagaard Melson suit des études en sciences des médias à l'université d'Aarhus, où il obtient une licence en 2008 et un master en 2011. Après ses études, il travaille comme chargé de communication du think-tank libéral CEPOS. En 2013, il devient chef de projet pour l'entreprise MB Solutions.
Engagé au sein du parti Venstre, il est élu au conseil municipal de Vejle lors des élections municipales de novembre 2013. Il est réélu pour un second mandat lors des élections de novembre 2017.
Il est élu député au Folketing lors des élections législatives de juin 2019. Lors de son premier mandat, il est le porte-parole de son groupe parlementaire pour la technologie, le Groenland et l'Arctique.
Il remporte un second mandat lors des élections législatives de novembre 2022. Il devient alors le porte-parole de son groupe pour la santé, la psychiatrie et l'emploi. Il cède son rôle de porte-parole pour l'emploi à son collègue Kim Valentin en décembre 2023.